# Komisja Wojskowa (Królestwo Polskie)
Komisja Wojskowa była nieregulaminowym organem Tymczasowej Rady Stanu w Królestwie Polskim, a następnie - od 1 lutego 1918 r. - organem administracji wojskowej, działającym przy Prezydencie Ministrów Królestwa Polskiego aktu 5 listopada. Komisja ta została utworzona 30 stycznia 1917 r. i istniała do 2 listopada 1918 r., kiedy to została przekształcona w Ministerstwo Spraw Wojskowych.

## Podstawy prawne
Zadanie tworzenia wojska polskiego zostało powierzone "naczelnemu komendantowi wojskowemu mocarstw sprzymierzonych", tj. gen. Beselerowi, zaś Tymczasowa Rada Stanu została upoważniona przez władze okupacyjne jedynie do współdziałania w tym zakresie.
Zgodnie z regulaminem TRS do momentu zorganizowania Departamentu Wojny sprawy wojskowe miała załatwiać specjalna Komisja Wojskowa, wybrana przez tymczasową Radę Stanu. Działanie Komisji regulowały ponadto uchwała o jej utworzeniu oraz regulamin Komisji.

## Zadania
Początkowym celem komisji było przyspieszenie organizacji armii polskiej, a jej pierwszymi zadaniami:
- porozumienie się z władzami okupacyjnymi co do sposobu współdziałania Rady Stanu w sprawach wojskowych,
- porozumienie się z Komendą Legionów co do ich stanu i potrzeb,
- zaprojektowanie organizacji Departamentu Wojskowego.

## Członkowie
Do pierwszego składu komisji wybrani zostali Franciszek Radziwiłł, Ludwik Górski, Józef Piłsudski, Michał Łempicki, Stanisław Dzierzbicki i Wojciech Rostworowski.
Na pierwszym posiedzeniu Komisji w dniu 18 stycznia 1917 r. jako zastępcę przewodniczącego wybrano Stanisława Dzierzbickiego, jako referenta - Józefa Piłsudskiego, zaś jako sekretarza - Ludwika Górskiego.
W związku z udziałem członków komisji w pracach wydziału wykonawczego, 24 lutego 1917 r. w skład komisji zostali dołączeni Stefan Dziewulski, Antoni Maj, Józef Kozłowski, Paweł Jankowski i Błażej Stolarski. 2 lipca 1917 r. do dymisji podali się radcy Piłsudski, Jankowski i Stolarski.
W pierwszym sześcioosobowym składzie komisji wyznaczono przewodniczącego, zastępcę przewodniczącego, sekretarza i referenta (J. Piłsudski).

## Dyrektorzy
W związku ze złożeniem mandatów przez część członków komisji, Wydział Wykonawczy powierzył jej kierownictwo Ludwikowi Górskiemu, a na sekretarza Komisji powołał ppłk. Mariana Kukiela. Powyższą funkcję Ludwik Górski pełnił do 27 lutego 1918 r..
Od 17 kwietnia 1918 r. na stanowisko Dyrektora Komisji Wojskowej przy Prezydencie Ministrów Janie Kantym Steczkowskim mianowano Franciszka Radziwiłła, zaś jego zastępcą został Marian Żegota-Januszajtis.

## Pracownicy biura
Komisja miała prawo kooptować rzeczoznawców spoza Rady Stanu według swego uznania. Józef Piłsudski spowodował zatrudnienie w Komisji członków Polskiej Organizacji Wojskowej oraz Kazimierza Sosnkowskiego, jako swojego zastępcy.

## Organizacja biura komisji
5 maja 1917 r. Tymczasowa Rada Stanu zatwierdziła statut Wydziału Opieki Komisji Wojskowej.
Początkowo aparatem pomocniczym komisji były Kancelaria Ogólna i Wydział Spraw Ogólnych i Przygotowawczych. W skład tego Wydziału wchodziły Referat Spraw Przygotowawczych, Referat Spraw Bieżących, Referat Wychowania Wojskowego, Referat Statystyczno-Ewidencyjny, Referat Słownictwa Wojskowego oraz biblioteka.
Po reorganizacji przeprowadzonej przez Ludwika Górskiego w lipcu 1917 r., w skład Komisji wchodziły Sekretariat Generalny, Wydział Studiów nad Wojskowością Polską, Wydział Propagandy i Prasy, Wydział Przemysłu Wojennego i Wydział Opieki Wojennej.
Po reorganizacji w styczniu 1918 r. w skład Komisji Wojskowej wchodziły Sekcja Centralna, Sekcja Techniczna, Sekcja Opieki, Sekcja Naukowa oraz Instytut Geograficzno-Mierniczy.
Rozporządzeniem kierownika Ministerstwa Spraw Wojskowych z dnia 22 listopada 1918 r. była Sekcja Naukowa została podporządkowana Sztabowi Generalnemu - oddziałowi VII.

## Dziennik urzędowy
Na podstawie własnego rozporządzenia z dnia 19 października 1918 r. Komisja Wojskowa rozpoczęła wydawanie dziennika rozporządzeń, zawierającego akty prawne dotyczące spraw wojskowych. Do momentu przekształcenia w Ministerstwo Komisja Wojskowa wydała dwa takie dzienniki - z dnia 28 października oraz z dnia 1 listopada 1918 r. Obok odnoszących się do kwestii wojskowych dekretów Rady Regencyjnej, w Dzienniku Rozporządzeń Komisji Wojskowej zamieszczano reskrypty Rady Regencyjnej w sprawie awansów oficerskich, przydzielenia do Wojska Polskiego oficerów z byłego Polskiego Korpusu Posiłkowego, przyjęcia do Wojska Polskiego oficerów innych armii i ustalenia starszeństwa oficerów, rozporządzenia Komisji Wojskowej oraz rozkazy Szefa Sztabu Generalnego.

## Czasopisma

### "Bellona"
Efektem prac Wacława Tokarza, szefa wydziału Wydziału Studiów nad Wojskowością w Komisji Wojskowej, było powstanie fachowego czasopisma o tematyce wojskowej "Bellona". Pierwszy numer tego czasopisma ukazał się w lutym 1918 r.